# خلل تنسج ليفي عظمي
خلل التنسج الليفي العظمي هو حالة نادرة غير ورمية حميدة بدون سبب معروف. يعتبر عيبًا ليفيًا وعائيًا. وصف كامبانشي هذه الحالة في عظام الساقين، القصبة والشظية، وصاغ المصطلح. يجب التمييز بين هذه الحالة وبين الورم الليفي غير العضلي وخلل التنسج الليفي للعظام.

## البداية
القصبة هي العظم الأكثر إصابة، حيث تمثل 85% من الحالات. عادة ما يكون غير مؤلم، على الرغم من أنه قد يكون هناك ألم أو كسر موضعي، ويظهر على شكل تورم موضعي ثابت في القصبة عند الأطفال الذين تقل أعمارهم عن عقدين (متوسط العمر للذكور 10، الإناث 13). ربط العديد من المؤلفين هذه الآفة غير الورمية بالورم الخبيث -وهو ورم يشمل عظام طويلة تحت الجلد- موضحين أن السبب الشائع هو عيب الأوعية الليفية. ومع ذلك فإن هذا الأخير يتميز عن خلل التنسج العظمي الليفي من خلال وجود امتداد للأنسجة الرخوة، وتمديد داخل النخاع، ورد فعل سمحاقي ووجود خلايا طلائية مفرطة اللون تحت المجهر.[بحاجة لمصدر]
يمكن أيضًا الخلط بين خلل التنسج الليفي العظمي وبين خلل التنسج الليفي للعظام، على الرغم من أن خلل التنسج الليفي العظمي من المرجح أن يُظهر تفاعلًا كيميائيًا مناعيًا للعظام، وبروتين نيوروفيبومين 1، وS-100.

## العلاج
يتم علاج خلل التنسج الليفي العظمي باستئصال هامشي مع تطعيم عظمي أو بدونه، اعتمادًا على حجم الآفة ومدى تأثر العظام. ومع ذلك، نظرًا لارتفاع معدل التكرار في الأفراد غير الناضجين من الناحية الهيكلية، يتم تأجيل هذا الإجراء عادةً حتى نضج الهيكل العظمي.[بحاجة لمصدر]

## روابط خارجية
- نظرة عامة على الطب الإلكتروني